# Super Furry Animals
Die Super Furry Animals (auch SFA oder die Furries) sind eine walisische Rockband, die sich musikalisch schwer einordnen lässt. Sie verbindet so unterschiedliche Stile wie Britpop, Glam Rock, Westcoast Rock, Punk, Progressive Rock, Techno, Dub, Drum and Bass, Country, Psychedelia, P-Funk, Soul und Heavy Metal. Die Band hatte mehrere Erfolge in den Top 20 der britischen Album- und Single-Charts. Einen gewissen Ruhm erspielte sich die Band auch mit der limitierten Single The Man Don’t Give a Fuck, die über fünfzigmal das Wort Fuck enthielt.

## Bandgeschichte
Die Band wurde 1994 von Dafydd Ieuan, Gruff Rhys, Guto Pryce, Huw Bunford und Cian Ciaran in Cardiff gegründet. Die ersten drei hatten vorher bereits in einem Electro-Projekt Wales betourt.
Nach den ersten Veröffentlichungen entdeckte sie Alan McGee, der Chef von Creation Records, bei einem Auftritt in London. Es war der zweite Auftritt außerhalb von Wales, den die Band hatte. Die Band stand neuen Technologien stets aufgeschlossen gegenüber. Sie war eine der ersten, die ein Konzert im Internet übertrug und die erste, die ein Album gleichzeitig im Audio- und DVD-Format veröffentlichte. Zudem wird der Titel Slow Life im Soundtrack von Michael Winterbottoms Film 9 Songs verwendet.
Ab 2004 konzentrierte sich Sänger und Songwriter Gruff Rhys verstärkt auf die eigene Solokarriere. Die Texte seines ersten Soloalbums Yr Atal Genhedlaeth (2004) waren noch durchgehend in walisischem Gälisch geschrieben, was sich mit Candylion (2006), Hotel Shampoo (2011) und American Interior (2014) änderte. Ein weiteres Projekt ohne die Super Furry Animals war unter anderem das Elektroduo Neon Neon mit dem US-Amerikaner Boom Bip. Beide veröffentlichten 2008 ein Konzeptalbum über John DeLorean mit dem Titel Stainless Style. 2013 folgte das Konzeptalbum Praxis Makes Perfect über das Leben des italienischen Verlegers Giangiacomo Feltrinelli.
Wegen dieser Projekte und weiterer Aktivitäten der anderen Mitglieder nahm die Band von 2010 bis 2015 eine Auszeit. Dann kehrten sie mit einer Reihe gemeinsamer Auftritte zurück. Neben der Wiederveröffentlichung einiger älterer Alben erschien das Best-of-Album Zoom! The Best of 1995–2016 sowie eine Bandbiografie. Ende 2016 gingen sie auch wieder auf UK-Tour.

## Diskografie

### Alben
| Jahr | Titel                           | Höchstplatzierung, Gesamtwochen, AuszeichnungChartsChartplatzierungen (Jahr, Titel, Platzierungen, Wochen, Auszeichnungen, Anmerkungen) | Anmerkungen                     |
| Jahr | Titel                           | UK | Anmerkungen                     |
| ---- | ------------------------------- | --- | ------------------------------- |
| 1996 | Fuzzy Logic                     | UK23 Gold · (10 Wo.)UK |                                 |
| 1997 | Radiator                        | UK8 Gold · (6 Wo.)UK |                                 |
| 1998 | Out Spaced                      | UK44 (2 Wo.)UK | B-Seiten-Kompilation            |
| 1999 | Guerrilla                       | UK10 Silber · (13 Wo.)UK |                                 |
| 2000 | Mwng                            | UK11 (2 Wo.)UK | Album in walisischer Sprache    |
| 2001 | Rings Around the World          | UK3 Gold · (10 Wo.)UK | CD / DVD                        |
| 2003 | Phantom Power                   | UK4 Silber · (5 Wo.)UK | CD / DVD                        |
| 2004 | Phantom Phorce                  | UK81 (1 Wo.)UK | Remix-Version von Phantom Power |
| 2004 | Songbook – The Singles – Vol. 1 | UK18 Silber · (3 Wo.)UK | Singles-Kompilation             |
| 2005 | Lovekraft                       | UK19 (3 Wo.)UK |                                 |
| 2007 | Hey Venus                       | UK11 (2 Wo.)UK |                                 |
| 2009 | Dark Days / Light Years         | UK23 (2 Wo.)UK |                                 |

### EPs
- 1995: Llanfairpwllgwyngllgogerychwyrndrobwllynyngofod (In Space)
- 1995: Moog Droog
- 1998: Ice Hockey Hair

### Singles
| Jahr | Titel Album                               | Höchstplatzierung, Gesamtwochen, AuszeichnungChartsChartplatzierungen (Jahr, Titel, Album, Platzierungen, Wochen, Auszeichnungen, Anmerkungen) | Anmerkungen |
| Jahr | Titel Album                               | UK | Anmerkungen |
| ---- | ----------------------------------------- | --- | ----------- |
| 1996 | Hometown Unicorn –                        | UK47 (2 Wo.)UK |             |
| 1996 | God! Show Me Magic –                      | UK33 (2 Wo.)UK |             |
| 1996 | Something 4 the Weekend –                 | UK18 (3 Wo.)UK |             |
| 1996 | If You Don’t Want Me to Destroy You –     | UK18 (2 Wo.)UK |             |
| 1996 | The Man Don’t Give a Fuck –               | UK22 (2 Wo.)UK |             |
| 1997 | Hermann Loves Pauline –                   | UK26 (2 Wo.)UK |             |
| 1997 | The International Language of Screaming – | UK24 (2 Wo.)UK |             |
| 1997 | Play It Cool –                            | UK27 (2 Wo.)UK |             |
| 1997 | Demons –                                  | UK27 (2 Wo.)UK |             |
| 1998 | Ice Hockey Hair –                         | UK12 (5 Wo.)UK |             |
| 1999 | Northern Lites –                          | UK11 (5 Wo.)UK |             |
| 1999 | Fire in My Heart –                        | UK25 (4 Wo.)UK |             |
| 2000 | Do or Die –                               | UK20 (2 Wo.)UK |             |
| 2000 | Ysbeidiau Heulog –                        | UK81 (1 Wo.)UK |             |
| 2001 | Juxtapozed with U –                       | UK14 (5 Wo.)UK |             |
| 2001 | Drawing Rings Around the World –          | UK28 (4 Wo.)UK |             |
| 2002 | It’s Not the End of the World –           | UK30 (2 Wo.)UK |             |
| 2003 | Golden Retriever –                        | UK13 (5 Wo.)UK |             |
| 2003 | Hello Sunshine –                          | UK31 (2 Wo.)UK |             |
| 2004 | The Man Don’t Give a Fuck (Live) –        | UK16 (2 Wo.)UK |             |
| 2005 | Lazer Beam –                              | UK28 (2 Wo.)UK |             |
| 2007 | Show Your Hand –                          | UK46 (1 Wo.)UK |             |

Weitere Singles
- 2004: Slow Life
- 2007: Run-Away
- 2007: The Gift That Keeps Giving (nur als Download)
- 2009: Inaugural Trams (Free-Download)
- 2009: Mt. (Download)